# Reporterzy bez Granic
Reporterzy bez Granic (fr. Reporters Sans Frontières, RSF, ang. Reporters Without Borders, RWB, hiszp. Reporteros Sin Fronteras, RSF) – międzynarodowa organizacja pozarządowa, propagująca i monitorująca wolność prasy na całym świecie. Nazwa organizacji nawiązuje do organizacji Lekarze bez Granic (fr. Médecins Sans Frontières).
Organizację założyli w czerwcu 1985 roku czterej dziennikarze z Montpelier we Francji: Robert Ménard, Rémy Loury, Jacques Molénat i Émilien Jubineau. Podstawę swojej działalności oparli na 19 artykule Deklaracji Praw Człowieka, czyli prawa do wolności opinii i wypowiedzi, do informowania i bycia informowanym. Pracowali społecznie, a kierowanie RWB powierzyli Robertowi Ménardowi. W maju 1987 roku z inicjatywy Ménarda powstało w Montpellier L`observatoire pour la liberté de la presse (Obserwatorium wolności prasy), które miało za zadanie zbierać informacje o wszystkich atakach na wolność prasy. 15 października 1987 Reporterzy bez Granic otworzyli biuro w Paryżu.
RWB jest członkiem Międzynarodowej Giełdy Wolności Wypowiedzi (ang. International Freedom of Expression Exchange), wirtualnej sieci organizacji pozarządowych, które monitorują naruszenia wolności wypowiedzi i prowadzą kampanie w obronie dziennikarzy, pisarzy i obrońców praw człowieka. Efektem monitoringu jest na bieżąco aktualizowana przez RWB lista „prześladowców wolności prasy”. Na liście umieszczane są nazwiska sprawców i inspiratorów ataków na dziennikarzy i media oraz ludzi wpływowych, których odpowiedzialność za pogwałcenie wolności prasy nie zawsze jest oczywista. Są wśród nich głowy państw, dyktatorzy, przywódcy religijni i szefowie grup militarnych na świecie, odpowiedzialni za stosowanie cenzury, uwięzienie, porwania, torturowanie, a nawet przypadki mordowania dziennikarzy. RWB opracował też „portrety” tych osób. Ponadto RWB publikuje „Czarną listę wrogów wolności prasy”; jest ona próbą wskazania nazwisk wszystkich, którzy osobiście angażowali się w czyny kryminalne lub ciężkie wykroczenia przeciwko dziennikarzom lub mediom i którzy ciągle są bezkarni.

Wskaźnik wolności prasy 2022

     Bardzo poważna sytuacja
     Trudna sytuacja
     Zauważalne problemy
     Satysfakcjonująca sytuacja
     Dobra sytuacja
     Niesklasyfikowana / Brak danych

## Światowy wskaźnik wolności prasy
RWB opracowuje listę większości państw świata według stopnia poszanowania wolności prasy. Lista jest tworzona w oparciu o odpowiedzi na ankiety wysłane do wielu ludzi na całym świecie: do ponad 100 dziennikarzy, którzy są członkami organizacji partnerskich RWB, do specjalistów z branży, naukowców, prawników i obrońców praw człowieka. Ankieta zadaje pytania o bezpośrednie ataki na dziennikarzy i media oraz inne pośrednie źródła nacisku na wolne media. RWB zastrzega, że wskaźnik dotyczy wyłącznie wolności prasy i nie jest miernikiem jakości dziennikarstwa. Ranking obejmuje także przypadki nacisku na dziennikarzy przez pozarządowe grupy, na przykład baskijskie grupy paramilitarne ETA w Hiszpanii.

## Wyróżnienia
- 2002: Nagroda im. Ericha Salomona[3]
- 2005: Nagroda im. Sacharowa za wolność myśli[4].